# Hydraecia mongoliensis
Hydraecia mongoliensis is een vlinder uit de familie uilen (Noctuidae). De wetenschappelijke naam is voor het eerst geldig gepubliceerd in 1967 door Urbahn.
De soort komt voor in Europa.